# Endangered Languages Project
O Endangered Languages Project (ELP) é uma colaboração mundial entre organizações de línguas indígenas, linguistas, instituições de ensino superior e parceiros-chave da indústria para fortalecer as línguas ameaçadas. A base do projeto é um site, lançado em junho de 2012.

## História
O ELP foi lançado em junho de 2012 com a intenção de ser uma "fonte abrangente e atualizada de informações sobre as línguas ameaçadas do mundo", segundo o diretor do Catálogo de Línguas Ameaçadas (ELCat), Lyle Campbell, professor de linguística na Faculdade Mānoa de Línguas, Linguística e Literatura. Ele expressou que o "Catálogo é necessário para apoiar a documentação e revitalização de línguas ameaçadas, para informar o público e os estudiosos, para ajudar os membros de grupos cujas línguas estão em perigo, e para chamar a atenção para as línguas mais necessitadas de conservação." Por exemplo, a organização classifica a língua canadense Métis, Michif, como criticamente ameaçada devido ao declínio do número de seus falantes fluentes.
Foram quatro sócios fundadores que supervisionaram o desenvolvimento e lançamento do site:
- Conselho Cultural dos Primeiros Povos
- Universidade Oriental de Michigan
- Universidade do Havaí no Departamento de Linguística de Mānoa
- Google.org, braço filantrópico do Google.

## Objetivo do projeto
Os objetivos do PEL são promover o intercâmbio de informações relacionadas com línguas em risco e acelerar a investigação e documentação de línguas ameaçadas, para apoiar as comunidades empenhadas na proteção ou revitalização das suas línguas. Os usuários do site desempenham um papel ativo na disponibilização de seus idiomas on-line, enviando informações ou amostras na forma de texto, áudio, links ou arquivos de vídeo. Depois de carregados no site, os usuários podem marcar seus envios por categoria de recurso para garantir que sejam facilmente pesquisáveis. As categorias de recursos atuais incluem:
1. Pesquisa linguística
2. Revitalização linguística
3. Materiais linguísticos
4. Ensino de línguas
5. Defesa e conscientização linguística
6. Língua, cultura e arte
7. Linguagem e tecnologia
8. Meios de comunicação

As línguas incluídas no site e as informações exibidas sobre elas são fornecidos pelo Catálogo de Línguas Ameaçadas (ELCat), desenvolvido pelos departamentos de linguística da Universidade do Havaí em Mānoa e da Eastern Michigan University. O objetivo do catálogo é melhorar continuamente. Embora o catálogo começasse com publicações existentes, o ELP procurou especialistas para preencher entradas incompletas e corrigir eventuais erros. Os usuários que tenham conhecimento de uma língua específica apropriada para o ELCat são incentivados a enviar informações relativas à melhoria ou ao envio de uma língua específica. O site da organização também oferece um mapa interativo para apresentar a origem dessas línguas ao redor do mundo.

## Descobertas do projeto
Em 2020, o ELP catalogou mais de 3.000 línguas ameaçadas de extinção em seu ELCat, cobrindo 180 países/territórios em todo o mundo. Algumas dessas línguas incluem nubi, irlandês, orok, galês, língua de sinais sueca e boruca. Existem 360 línguas ameaçadas de extinção catalogadas somente na Austrália.  O ELP afirma que "mais de 40 por cento das aproximadamente 7.000 línguas em todo o mundo estão em perigo de extinção".
Em 2018, membros da equipe ELCat publicaram um livro sobre o projeto, intitulado Cataloguing the World's Endangered Languages.